# Ромашкан, Якуб
Якуб Антони Гжегож Ромашкан (18 июля 1843, Буряковка — 14 июня 1922, Мейер близ Вены) — австрийский барон, помещик, член палаты депутатов Рейхсрата Австро-Венгрии.

## Биография
В 1855—1862 годах он учился в Терезиануме в Вене, где получил аттестат о среднем образовании.
Помещик, владелец имений Кошиловцы, Поповцы, Садки с 1857 года, в Залещицком повете, а затем имение Городенка, которым он стал управлять в конце жизни отца. Он внедрил возделывание сахарной свеклы и разведение новых пород молочного скота, освоил традиционные культуры (кукуруза, хмель, табак). Модернизируя ферму, он построил сахарный завод, пивоваренный завод, завод по производству цикория и зернового кофе, спиртзавод в Городенке и спиртзавод в Семаковцах. Он же основал конезавод и разведение чистокровных полуарабов. Лошади из него не только соревновались и побеждали во многих скачках, но и стали началом разведения во многих конных заводах Юго-Восточной Европы. Он был сторонником прогресса в сельском хозяйстве, в его образцовом поместье обучались молодые помещики из Галиции. С 1861 года член, а затем член (1867—1914) и председатель (1874—1883, 1885—1889) Покуцкого отделения, в 1870—1873 годах он также был членом Бучачско-Залещинского отделения Галицкой Фермерское общество. Организатор сельскохозяйственной выставки в Городенке (1869 г.). Organizator wystawy rolniczej w Horodence (1869). Член уездного отдела в Залещиках (1878—1882) и Городенке (1869—1914), делегат общих собраний (1869—1871). Галицкое общество земельного кредита. Член попечительского совета низшей сельскохозяйственной школы в Городенке (1886—1899). Он также инвестировал прибыль от своих активов в другие области экономики, например. В 1883—1884 годах он получил две концессии на строительство железнодорожных путей от Городенки (на Залуч и Снятынь). Заместитель председателя правления железной дороги Детин-Коломыя-Стефановка (1906—1908). Он также был членом Центрального союза фабрично-заводской промышленности Галиции.
Член Национального комитета коневодства Галиции (1883—1887). Член уездной исчисленной комиссии поземельного налога в Городенке (1871—1888) и заместитель члена уездной исчисленной комиссии поземельного налога в Залещиках (1871—1876). В 1867—1874, 1876—1891 и 1902—1910 годах член Поветовой управы и заместитель члена (1867—1874, 1879—1881) и члена (1886—1891) Поветового отдела в Городенке. Член повятовой думы (1869—1873, 1876—1882) и член (1869—1873) повятового отдела в Залещиках и член Уездного школьного совета в Залещиках (1880—1882). Мэр города Городенки (1874—1890). Жители жаловались в Национальное отделение на многочисленные злоупотребления, несправедливость и «абсолютное тираническое правительство». В результате в апреле 1890 года Национальный департамент распустил совет коммуны из-за финансовых злоупотреблений.
Он был членом Рейхсрата Австро-Венгрии 6-го созыва (4 декабря 1884 г. — 23 апреля 1885 г.) и VII созыва (22 сентября 1885 г. — 23 января 1891 г.), избранным в курию I (крупная земельная собственность). в избирательном округе № 18 (Коломыя-Городенка-Снятын-Косов-Надворна). Он был избран впервые на дополнительных выборах после отставки Николая Кшиштофовича в 1885 году. В австрийском парламенте он принадлежал к группе консервативных депутатов — Польскому кружку. Во время своего пребывания в Вене он подружился с известным карусельником и министром одновременно Оливером Баке и с ним вел бурную светскую жизнь.
Участие в политической деятельности, но прежде всего его небрежная и непрофессиональная игра на биржах Вены и Будапешта привели к обнищанию и долгам владельца Городенки. В начале двадцатого века проценты и кредитные платежи поглощали прибыль от ключевых товаров. Под угрозой принудительного аукциона в 1912 году он продал имущество братьям Анджею и Казимежу Любомирским (эта сделка поставила эту семью в авангарде галицкой шляхты с точки зрения владения землей). В этот период распался и его брак, жена осталась в Галиции, а сам Якуб связался с Леопольдиной Россов и навсегда поселился в Вене, где владел домом, поместьем в Зитценберге и коллекцией картин, в том числе семейными портретами. Он также был владельцем поместья Бабиньце недалеко от Двиногрода в Галиции.

## Награды
Награжден орденом Железной короны 3-й степени (1873) и кавалером ордена Франца-Иосифа (1895).

## Семья
Он родился в семье армянского землевладельца из Молдавии, дворянство которого было подтверждено 8 июля 1789 года. Его отцами были Миколай Ромашкан (1811—1882) и Тереза, урожденная Плохль.
В 1868 году он женился на Елене Ромашкан, урожденной Петрович (24 июня 1850 — 23 декабря 1938), дочери первого городского головы Черновцов Якуба Петровича (1815—1869) и Антонины Петрович (1826—1911). У них было три дочери:
- Мария Тереза Ромашкан (15 августа 1869 — 10 марта 1961), жена генерала Юзефа Ласоцкого (1861—1931)
- Иоганна Антонина Стефания Ромашкан (23 октября 1870—1940), жена барона Юлиана фон Бруницкого (1864—1924)
- Анна Францишка Ромашкан (род. 27 июня 1874), жена Эдуарда Штрогшнайдера[19][20][21][22].